# Pankow (distrito)
Pankow (pronunciación en alemán: /ˈpaŋko/ⓘ) es el tercer distrito administrativo de Berlín (Alemania), que agrupa tres barrios que hasta 2001 eran distritos administrativos independientes: Pankow, Prenzlauer Berg y Weissensee.

## Historia

#### DelsigloXIIIa principios delsigloXX
No se han encontrado hasta ahora rastros arqueológicos de un asentamiento eslavo tardío. Por lo tanto, Pankow fue fundada alrededor de 1230 por colonos alemanes "de origen salvaje", al igual que todas las demás aldeas en el Barnim suroccidental. La aldea se estableció en el río Panke. De este río se adoptó el nombre eslavo del lugar como topónimo. La primera mención documentada de Pankow data de 1311. 
El Landbuch del emperador Carlos IV de 1375 indicaba que la aldea tenía 42 Hufen (unidades de tierra), de las cuales cuatro eran Hufen parroquiales (Wedemhof). Solo seis Hufen eran cultivadas por campesinos a tiempo completo. El resto se distribuía entre tres cortijos: Kerstian Duseke con doce Hufen (de las cuales seis libres de impuestos), Hans Duseken con 7 1/2 Hufen y el ciudadano berlinés Wartenberg con 12 1/2 Hufen como feudo de su ayuntamiento. 
De las 22 parcelas de colonos, 13 pertenecían a la corte de Wartenberg y las demás a las de los Duseke. Estos dos últimos y el berlinés también compartían el patronato de la iglesia. Un taberna servía al pueblo. La iglesia del pueblo de Pankow se construyó como una iglesia de piedra de campo de estilo gótico tardío en el siglo XV. Debido a una extensa ampliación de ladrillo entre 1857 y 1859, la iglesia del pueblo perdió una parte esencial de su carácter rural.
La etapa de desarrollo rural desde la Edad Media hasta el siglo XIX fue reemplazada por un auge urbano en la época del Gründerzeit en el siglo XIX. El carácter original de la aldea aún se puede reconocer en el trazado de la Breiten Straße, que sigue el antiguo Dorfanger con la iglesia en el centro. El palacio de caballeros, situado al principio de la actual Damerowstraße, subraya esta estructura desarrollada del suburbio. Desde aquí partían las partidas de caza en el siglo XIX hacia Buchholz y más allá, hacia los alrededores. Este edificio fue utilizado como jardín de infancia después de la Segunda Guerra Mundial.
En los siglos siguientes, Pankow estuvo marcado por cambios en la propiedad. En 1691, el elector Federico III compró una casa señorial y la transformó en el Palacio de Schönhausen. Esto le dio a Pankow una mayor importancia como residencia de la Casa de Hohenzollern. A finales del siglo XIX, comenzó a desarrollarse como un lugar de veraneo para los ciudadanos, lo que a su vez condujo a la expansión de la infraestructura. El sistema de calles actual se diseñó alrededor de 1900 utilizando antiguas rutas comerciales como la Wollankstraße.
A pesar de esto, Pankow experimentó un rápido crecimiento a principios del siglo XX. La construcción del ferrocarril en 1877 y la expansión de la red de tranvías en 1905 facilitaron el acceso al lugar y fomentaron su desarrollo como suburbio de Berlín.
En 1920, Pankow finalmente recibió el estatus de ciudad, consolidando su posición como un importante centro urbano en el área metropolitana de Berlín.

#### SigloXX
El barrio de Pankow se creó en 1920. La hasta entonces ciudad de Pankow se unió a los municipios de Blankenburg, Blankenfelde, Buch, Bucholz, Heinersdorf, Karow, Niederschönhausen y Rosenthal. Se eligió el nombre de Pankow debido a que esta era la ciudad más grande. Además, el río Panke discurre a lo largo del barrio.
Tras el fin de la Segunda Guerra Mundial, el barrio de Pankow se asignó al Sector Soviético de Berlín, y perteneció a partir de 1949 a la República Democrática Alemana, de la que inicialmente fue su capital.
Con la reunificación de Alemania, el 3 de octubre de 1990, terminó la división de la ciudad, y Pankow se convirtió en barrio del estado federado de Berlín.
El actual distrito administrativo de Pankow proviene de la fusión en 2001 de los barrios de Prenzlauer Berg y Weissensee con el de Pankow.

## Geografía
Pankow se encuentra en el noreste de Berlín y limita con los distritos administrativos de Lichtenberg, Friedrichshain-Kreuzberg, Mitte y Reinickendorf, así como con la comarca de Oberhavel y la de Barmin, pertenecientes a Brandeburgo.

## Medios de transporte
Tranvía
La red de tranvía en Pankow sigue principalmente el recorrido de las carreteras principales del barrio: las tres carreteras federales radiales B 96a, que discurre a lo largo de Schönhauser Allee y Berliner Strasse, la B 109 a lo largo de Prenzlauer Alle y Prenzlauer Promenade y la B 2, que comprende Greifswalder Straße y Berliner Allee, así como las dos paralelas a estas, formadas por Danziger Straße y Ostseestraße/Wisbyer Straße/Bornholmer Straße. 
S-Bahn / Trenes regionales
En Pankow se encuentra casi toda la parte norte del anillo oriental del Ringbahn (línea de tren circular), con las siguientes estaciones:
- Storkower Straße
- Landsberger Allee
- Greifswalder Straße
- Prenzlauer Allee
- Schönhauser Allee

Además de las siguientes estaciones pertenecientes a los ramales sur-norte:
- Borhnholmer Straße
- Wollank Straße.
- Schönholz
- Wilhelmsruh
- Pankow
- Pankow-Heinersdorf
- Blankenburg
- Karow
- Buch

Estaciones de metro
En Pankow hay cinco estaciones de metro, todas ellas pertenecientes a la línea U2 de Berlín:
- Senefelderplatz (Prenzlauer Berg)
- Eberswalder Strasse (Prenzlauer Berg)
- Schönhauser Allee (Prenzlauer Berg)
- Vinetastrasse (Pankow)
- Pankow (Pankow)

Tanto Schönhauser Allee como Pankow son también estaciones de S-Bahn.

## Atractivos
En especial merece la pena ver el Ayuntamiento de Pankow (Rathaus Pankow) así como el castillo de Schönhausen (Schloss Schönhausen). Fue la sede oficial del presidente de la República Democrática Alemana de 1949 a 1960.
Prenzlauer Berg se caracteriza por sus calles anchas y repletas de bares y cafés, así como edificios señoriales, muchos de los cuales sobrevivieron intactos la guerra. La Kulturbrauerei, la Torre del Agua (Wasserturm) y Kollwitzplatz componen el corazón de este barrio. Alrededor de Kollwitzplatz y hasta Helmholzplatz se encuentra una gran variedad de pequeñas tiendas y una animada escena joven.

## Administración

Distribución de los escaños del Parlamento del Distrito Panow en 2016.

El alcalde del distrito Pankow (Bezirkbürgermeister) es Sören Benn del partido Die Linke.
El Parlamento del distrito, con 55 miembros (Bezirksverordenetenversammlung), en 2016 está conformado por los siguientes partidos políticos:
- Die Linke, 13 miembros
- SPD, 12 miembros
- Grüne, 12 miembros
- CDU, 8 miembros
- AfD, 8 miembros
- FDP, 2 miembros